# Quần đảo Cát Bà

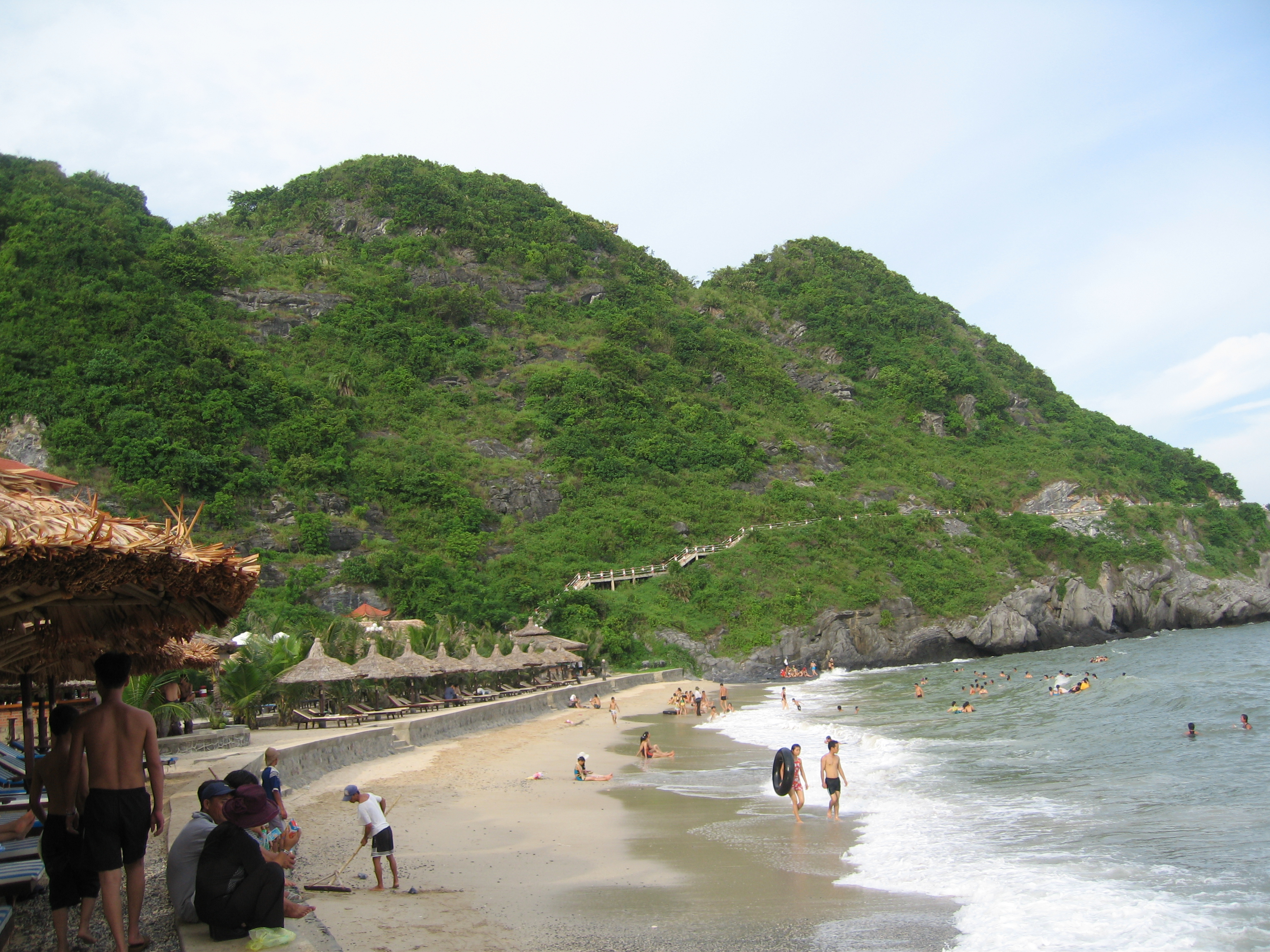
Bãi tắm Cát Cò 3

Quần đảo Cát Bà  cách trung tâm thành phố Hải Phòng 60km theo đường biển, có diện tích khu vực đề cử Di sản thế giới là 31.150ha với 388 hòn đảo. Về mặt hành chính, quần đảo Cát Bà thuộc huyện Cát Hải, thành phố Hải Phòng. Nơi đây đã được UNESCO công nhận là khu dự trữ sinh quyển thế giới (năm 2004), được Chính phủ xếp hạng Danh lam thắng cảnh - Di tích quốc gia đặc biệt (năm 2013) và trở thành Di sản thiên nhiên thế giới Vịnh Hạ Long - Quần đảo Cát Bà (năm 2023). 
Những dãy núi đá vôi trập trùng xen lẫn tùng áng, vụng vịnh; hang động kỳ vĩ; có giá trị đa dạng về sinh học và cảnh quan địa chất, địa mạo, đã tạo nên quần đáo Cát Bà như một kiệt tác thiên nhiên. Đây cũng là nơi sinh sống của hơn 3000 loài động, thực vật trên cạn, dưới biển, trong đó có nhiều loài được đưa vào sách Đỏ Việt Nam và thế giới. Đặc biệt, Voọc Cát Bà là loài đặc hữu, hiện chỉ còn phân bổ duy nhất tại nơi đây.
Cát Bà đang không ngừng được đầu tư và phát triển để trở thành địa điểm du lịch mang tầm vóc quốc tế trong tương lai.

## Vị trí địa lý
Quần đảo có tọa độ 106°52′- 107°07′Đông, 20°42′- 20°54′độ vĩ Bắc. Diện tích khoảng gần 345 km². Dân số 45.000 người (năm 2019). Các đảo nhỏ khác: hòn Cát Ông, hòn Mây, hòn Tai Kéo,...

Cát Bà, còn được gọi là đảo Ngọc. Theo truyền thuyết địa phương thì tên gọi Cát Bà được đọc chệch đi từ Các Bà. Vì có một thời các bà, các chị ở đây đứng ra lo việc hậu cần cho các ông đánh giặc trên một hòn đảo lân cận. Hòn đảo đó được gọi là đảo các Ông (Cát Ông). 

Hoàng hôn trên thị trấn Cát Bà

Ở thị trấn Cát Bà hiện nay có đền Các Bà. Các bản đồ hành chính thời Pháp thuộc (như bản đồ năm 1938) còn ghi là Các Bà. Như vậy có lẽ tên gọi Các Bà đã bị đọc chệch thành Cát Bà.
Trước đây đảo Cát Bà thuộc huyện Cát Bà, năm 1977 mới sáp nhập với huyện Cát Hải thành huyện Cát Hải mới.  Trước năm 1945, thị trấn Cát Bà là phố Cát Bà, rồi đại lý Cát Bà thuộc huyện Cát Hải, tỉnh Quảng Yên. Sau năm 1945, trở thành thị xã Cát Bà. Đến năm 1957 thị xã Cát Bà đổi thành thị trấn và huyện Cát Bà mới thành lập.
Khí hậu:

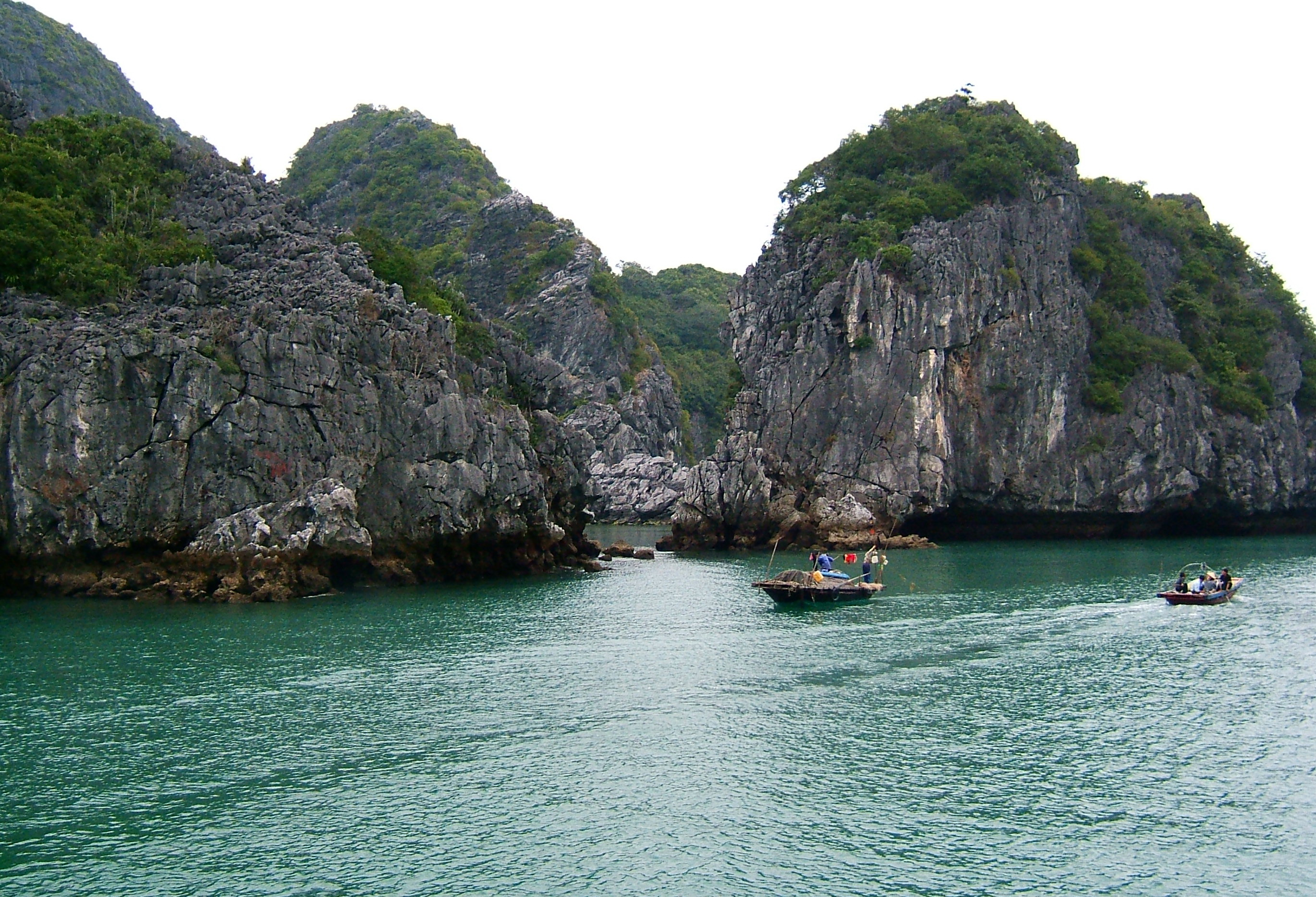
Một số đảo trong quần đảo Cát Bà thuộc Vịnh Lan Hạ

Nằm trong khu vực nhiệt đới gió mùa chịu ảnh hưởng của đại dương nên các chỉ số trung bình về nhiệt độ, độ ẩm, lượng mưa cũng tương đương như các khu vực xung quanh, tuy nhiên có đặc điểm là mùa đông thì ít lạnh hơn và mùa hè thì ít nóng hơn so với đất liền. Cụ thể là:
- Lượng mưa: 1.700-1.800 mm/năm, dao động theo mùa. Mùa mưa chủ yếu là tháng 7, 8.
- Nhiệt độ trung bình: 25-28 °C, dao động theo mùa. Về mùa hè có thể lên trên 30 °C, về mùa đông trung bình 15-20 °C nhưng có thời điểm có thể xuống dưới 10 °C (khi có gió mùa đông bắc).
- Độ ẩm trung bình: 85%.
- Dao động của thủy triều: 3,3-3,9 mét.
- Độ mặn nước biển: Từ 0,930% (mùa mưa) đến 3,111% (mùa khô)

Địa hình
Quần đảo gồm 388 hòn đảo lớn nhỏ nằm trên diện rộng khoảng 345 km². Đảo Cát Bà lớn nhất có diện tích 153 km², là đảo lớn thứ ba ở Việt Nam sau Phú Quốc và Cái Bầu, có đỉnh cao nhất 331m. Các đảo còn lại ít khi độ cao đạt 100-250m, phần nhiều là đảo nhỏ có độ cao dưới 100m và các hòn rất nhỏ thường chỉ cao 20-50m . Đây là một khu vực địa hình karst nhiệt đới bị ngập chìm do biển tiến Holocen, có cảnh quan độc đáo tương tự vịnh Hạ Long là phổ biển các chóp kiểu Phong Tùng và các chóp kiểu Phong Linh, các thung karst và phễu karst. Các hòn đảo là các chóp hoặc tháp kart đơn lẻ hoặc thành cụm, vách bờ dốc đứng nổi trên mặt nước biển trong xanh. Nhiều tên đảo gọi theo hình dáng của vạn vật như Ớt, Chuông, Mai Rùa, Lã Vọng, Đuôi Rồng, Báo và Sư Tử v.v. Ăn mòn sinh hóa và cơ học của nước biển do sóng và thủy triều tạo nên rìa bờ lõm vòng quanh đảo làm tăng vẻ kì dị, độc đáo hình dạng các hòn đảo. Trên đảo Cát Bà có các thung lũng karst như Trung Trang, Gia Luận, Tai Lai và Việt Hải. Chúng có độ cao 5-8m, chiều rộng 100-600m, có nơi rộng tới 1 km, kéo dài một vài tới chụckm, được lấp đầy bằng các trầm tích sông-biển Pleistocen muộn. QĐCB có rất nhiều hang động đẹp thuộc ba nhóm: hang ngầm cổ, hang nền và hang hàm ếch biển. Các hang ngầm cổ như động Hùng Sơn, động Hoa, hang Trung Trang v.v thường có độ cao trên 10m. Các hang nền phổ biến nhưng thường có kích thước nhỏ và thường có độ cao dưới 10m. Hang hàm ếch biển có khi xuyên thủng các khối đá vôi tạo thành hang luồn như hang Xích, hang Thủng, v.v. Địa hình đáy ven bờ QĐCB Bà gồm các dạng tùng áng, rạn san hô, đồng bằng đáy vịnh và luồng lạch. Tùng, áng là các thung lũng hoặc phễu karst bị biển ngập chìm. Tùng có 26 chiếc với hình dạng kéo dài (tùng Gấu, tùng Chàng .v.v.). Áng có 33 chiếc với hình dạng đẳng thước (áng Thảm, áng Vẹm và áng Kê, v.v.).
Địa chất
Về cấu trúc địa chất, quần đảo nằm trên bể Đông Bắc Bắc Bộ, ưu thế các đá trầm tích carbonat Paleozoi và trầm tích bở rời Đệ Tứ. Biểu hiện magma ở QĐCB không đáng kể với vài thể đá magma xâm nhập dạng mạch đã được xác định là spesartit và minet tại Hùng Sơn và Bến Bèo. Hệ tầng Phố Hàn (D3-C1 ph) có tuổi Đevon muộn - Cac bon sớm, phân bố chủ yếu ở phía TN Nam và giữa đảo Cát Bà, lộ ít hơn ở phía Bắc đảo, dày khoảng 400 – 650 m, gồm đá vôi xám đen phân lớp xen các đá lục nguyên và đá silic. Ở bờ vụng Cát Bà lộ ra mặt cắt địa tầng chuyển tiếp giữa Đevon và Carbon rất có giá trị khoa học và di sản địa chất. Hệ tầng Bắc Sơn (C1-P2 bs) (C1-P2 bs), tuổi Carbon sớm - Permi muộn, phân bố rộng khắp, dày khoảng 700–1000 m, chủ yếu gồm đá vôi màu xám, xám sáng, phân lớp dày và dạng khối. Các trầm tích Đệ Tứ gồm trầm tích hệ tầng Vĩnh Phúc (Q13 vp) tuổi Pleistocen muộn, thành phần cát, cuội cấu tạo nên bậc thềm biển cao 5-8m ở Ao Cối và các trầm tích sông - biển ở các thung lũng Gia Luận, Trung Trang; Trầm tích hệ tầng Hải Hưng (Q11-2 hh), tuổi Holocen sớm - giữa và Trầm tích hệ tầng Thái Bình (Q22-3 tb). Các trầm tích hiện đại gồm có trầm tích bãi biển, bãi triều, bãi lầy sú vẹt và trầm tích đáy biển nông, thành phần từ sét, bột đến cát sạn. Biển tiến sau băng hà lần cuối cùng bắt đầu từ 17-18 nghìn năm trước, khi mực biển thấp hơn hiện nay 100 - 120m, đến khoảng 7-8 nghìn năm trước bắt đầu tràn ngập khu vực Cát Bà, mở rộng nhất vào 5-6 nghìn năm trước chính thức biến nơi này thành quần đảo.

## Lễ hội
Lễ hội của người dân Cát Bà giống như lễ hội của những người Kinh ở khu vực khác, tuy nhiên có thêm ngày 1 tháng 4 dương lịch là lễ hội ngày Bác Hồ về thăm làng cá.Còn có thêm lễ hội " Đền Bà " ở xã Hiền Hào. Đây cũng là một trong những lễ hội lớn của người dân địa phương. 

## Du lịch
Trên đảo chính Cát Bà có rừng nguyên sinh trên núi đá vôi là một nơi đang được đẩy mạnh phát triển du lịch sinh thái. phía đông nam của đảo có vịnh Lan Hạ, phía tây nam có vịnh Cát Gia có một số bãi cát nhỏ nhưng sạch, sóng không lớn thuận tiện cho phát triển du lịch tắm biển, nghỉ dưỡng. Trên biển xuất hiện nhiều núi đá vôi đẹp. Ở một số đảo nhỏ, cũng có nhiều bãi tắm đẹp.

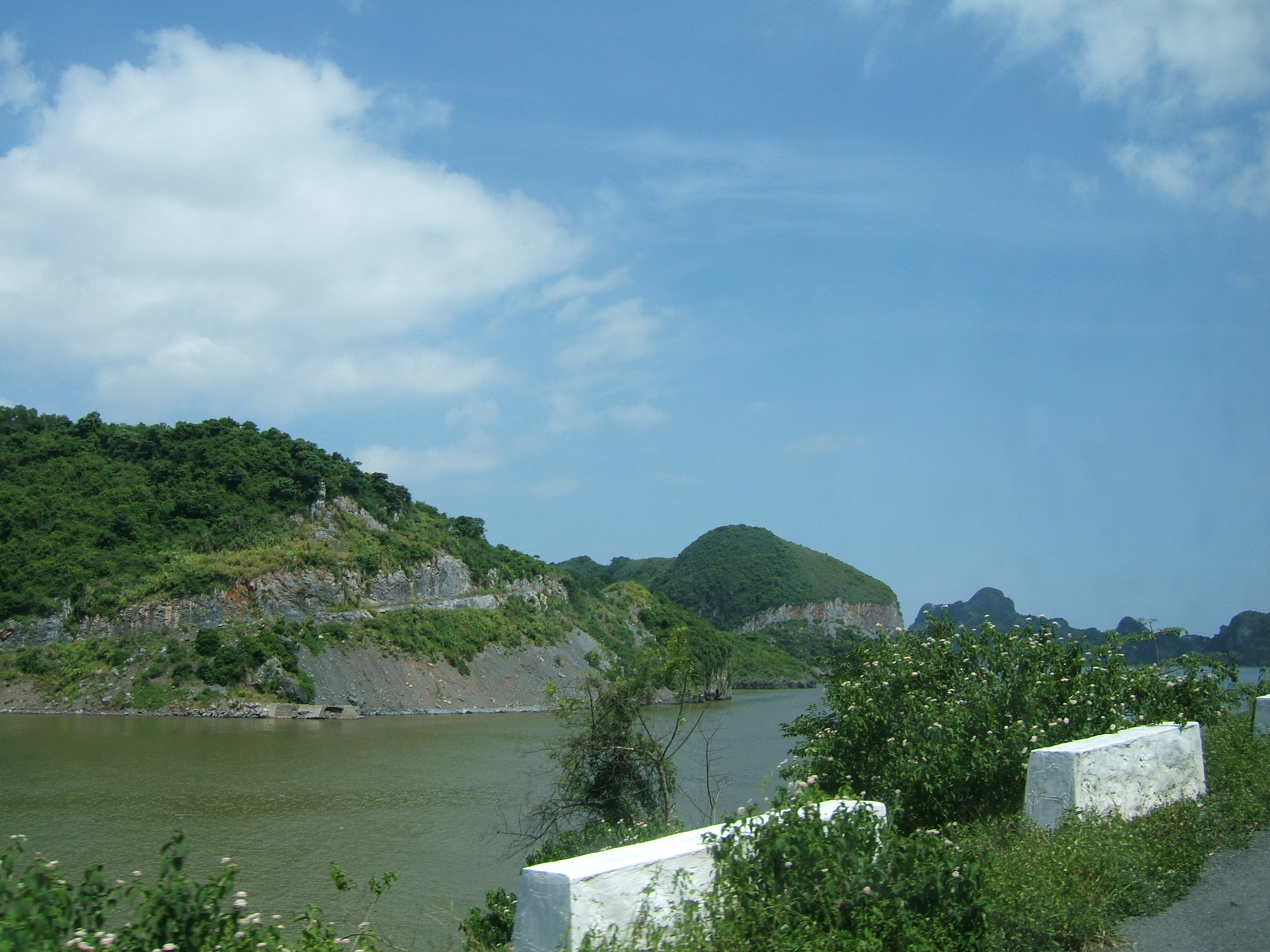
Con đường độc đạo chạy ven biển và xuyên qua đảo Cát Bà

- Đường xuyên đảo Cát Bà: dài 27 km, có nhiều đèo dốc quanh co, xuống khoăn, qua áng, men theo mép biển, xuyên qua vườn quốc gia, phong cảnh kỳ thú, non nước hữu tình.
- Vườn quốc gia Cát Bà: có diện tích 15.200 ha, trong đó có 9.000 ha rừng, 5.400 ha biển tạo nên một môi trường sinh thái lý tưởng.
- Động Trung Trang: Nằm cách thị trấn 15 km cạnh đường xuyên đảo, có nhiều nhũ đá thiên nhiên. Động này có thể chứa hàng trăm người.
- Động Hùng Sơn: Cách thị trấn 13 km, trên đường xuyên đảo. Động còn có tên Động Quân y vì trong Chiến tranh Việt Nam người ta đã xây cả một bệnh viện hàng trăm giường nằm ở trong lòng núi.
- Động Phù Long (Cái Viềng) mới tìm ra, được cho là đẹp hơn động Trung Trang.
- Các bãi tắm: Cát Cò 1, Cát Cò 2, Cát Dứa (bãi tắm đảo Khỉ), Cát Ông, Cát Trai Gái, Đường Danh v.v... là những bãi tắm nhỏ, đẹp, kín đáo, có nhiều mưa, che nắng, cát trắng mịn, nước biển có độ mặn cao, trong suốt tới đáy. Một số bãi tắm có các khu resort như Monkey Island Resort ở đảo Khỉ, Nam Cát resort ở đảo Nam Cát, Cover Beach resort ở đảo Vách Đá... Người ta dự định xây dựng ở đây những "thủy cung" để con người có thể trực tiếp quan sát các đàn cá heo, tôm hùm, rùa biển, mực ống, cá mập bơi lượn quanh những cụm san hô đỏ.

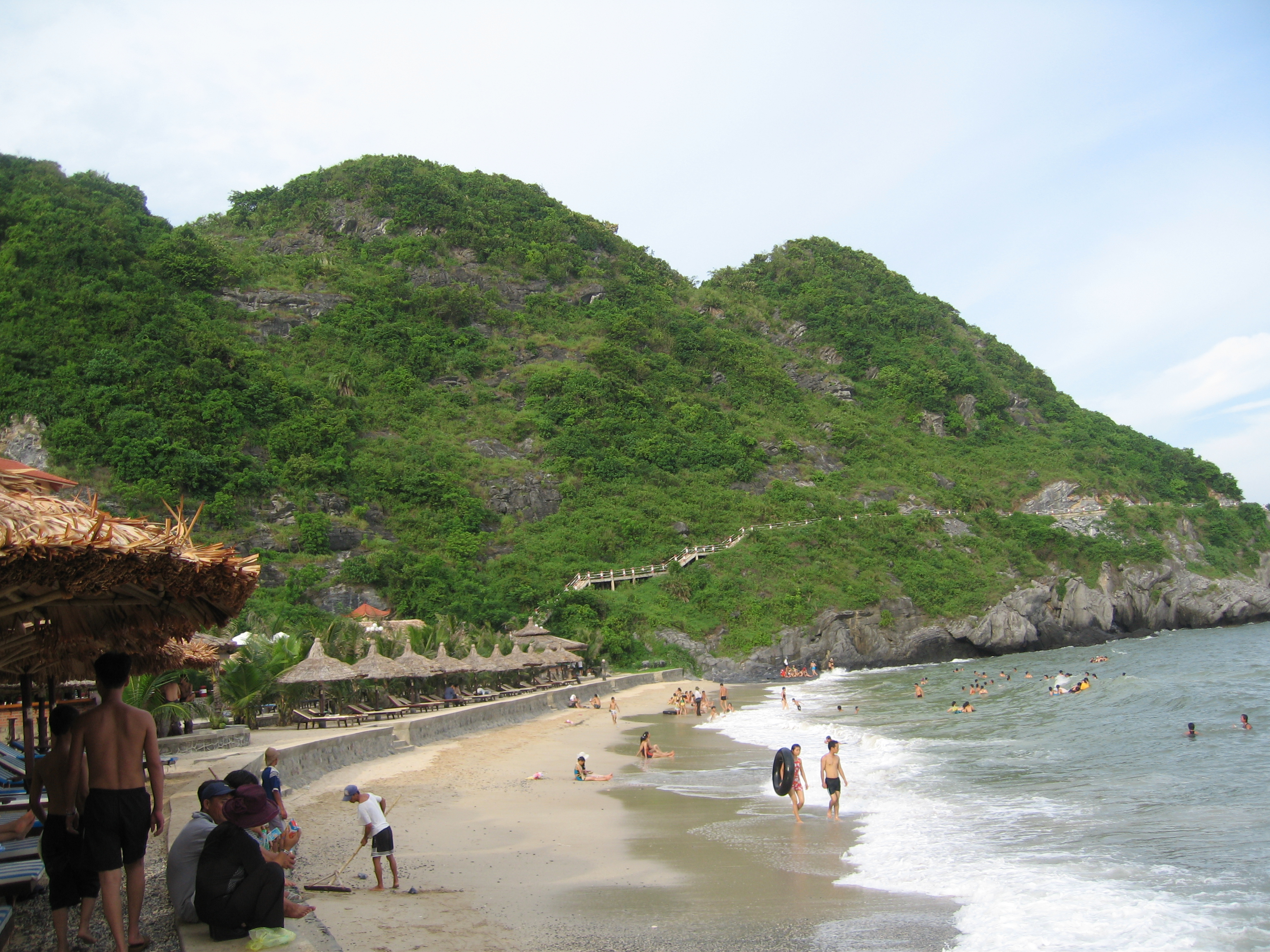
Bãi tắm Cát Cò 3

Cát Bà với vẻ đẹp nguyên sơ và hùng vĩ, nó được mệnh danh là Hòn Ngọc của Vịnh Bắc Bộ
- Các nhà tổ chức tour du lịch Cát Bà: Cat Ba Express, Kivo travel, Vietnam travel, Pys Travel...

## Khu dự trữ sinh quyển
Quần đảo Cát Bà có rừng mưa nhiệt đới trên đảo đá vôi, rừng ngập mặn, các rặng san hô, thảm rong - cỏ biển, hệ thống hang động, tùng áng, là nơi hội tụ đầy đủ các giá trị bảo tồn đa dạng sinh học, bảo đảm các yêu cầu của khu dự trữ sinh quyển thế giới theo quy định của UNESCO.
Cát Bà đã được UNESCO công nhận là khu dự trữ sinh quyển thế giới ngày 02 tháng 12 năm 2004. Ngày 1 tháng 4 năm 2005 tại đây đã diễn ra lễ đón nhận bằng quyết định của UNESCO và kỷ niệm sự kiện này. Việt Nam hiện có 06 khu dự trữ sinh quyển thế giới được UNESCO công nhận là: Cần Giờ, Cát Tiên, châu thổ sông Hồng, miền Tây Nghệ An, Kiên Giang và quần đảo Cát Bà.

Tổng diện tích khu dự trữ sinh quyển Cát Bà rộng hơn 26.000 ha, với 2 vùng lõi (bảo tồn nghiêm ngặt và không có tác động của con người), 2 vùng đệm (cho phép phát triển kinh tế hạn chế song kết hợp với bảo tồn) và 2 vùng chuyển tiếp (phát triển kinh tế). Khu dự trữ sinh quyển Cát Bà là vùng hội tụ đầy đủ cả rừng mưa nhiệt đới trên đảo đá vôi, rừng ngập mặn, các rạn san hô, thảm rong và đặc biệt là hệ thống hang động.

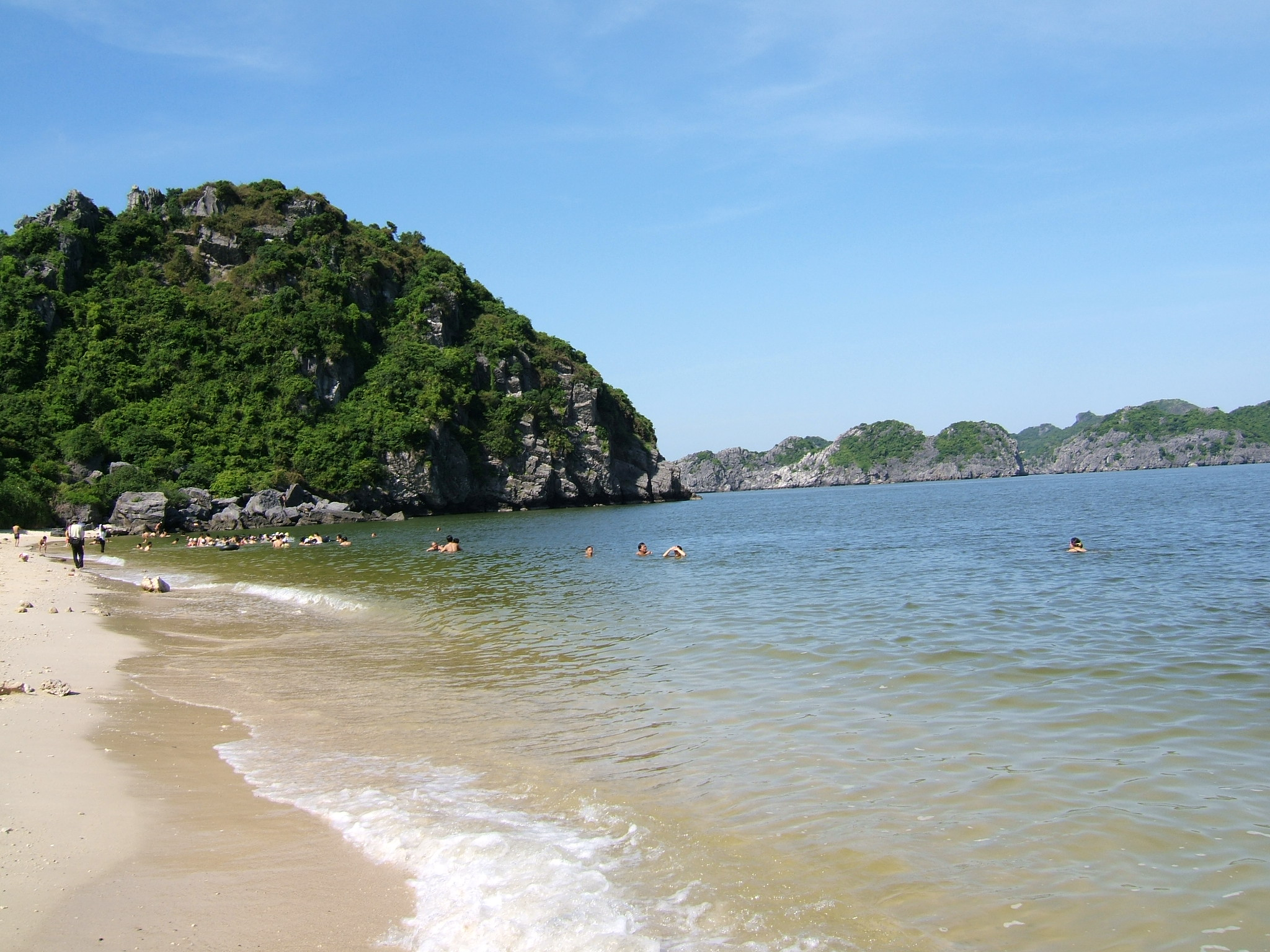
Một bãi tắm đẹp trên Đảo Khỉ thuộc quần đảo Cát Bà

### Sách đỏ Việt Nam
Gần 60 loài đã được coi là các loài đặc hữu và quý hiếm đã được đưa vào Sách đỏ Việt Nam như các loài động vật: ác là, quạ khoang, voọc đầu vàng, voọc quần đùi trắng và các loài thực vật như chò đãi, kim giao (Podocarpus fleurii), lá khôi (Ardisia spp.), lát hoa (Chukrasia tubularis),dẻ hương, thổ phục linh, trúc đũa, sến mật. Ngoài ra còn 8 loài rong, 7 loài động vật đáy cũng cần được bảo vệ.

### Đề cử di sản thế giới

#### Thất bại với đề cử di sản thiên nhiên thế giới (độc lập) năm 2014
Năm 2014, tại kỳ họp thứ 38 của Ủy ban Di sản thế giới tại Qatar Quần đảo Cát Bà từng được đưa ra bầu chọn là di sản thiên nhiên thế giới nhưng chưa thành công (Hồ sơ Quần đảo Cát Bà được các cơ quan tư vấn của UNESCO đặt ở mức N - Not recommended for inscription, tức không được khuyến khích để ghi danh vì lý do Cát Bà & Vịnh Lan Hạ nằm cùng quần thể với Vịnh Hạ Long, cần được đệ trình như là một quần thể). Trước đó, Cát Bà ứng cử hồ sơ di sản theo các tiêu chí sau:
1. Tiêu chí (ix):Di sản Quần đảo Cát Bà là những ví dụ nổi bật, tiêu biểu cho các hệ sinh thái nhiệt đới, cận nhiệt đới điển hình của châu Á. Nổi trội là hệ sinh thái quần đảo đá vôi lớn nhất châu Á. Đây cũng là khu vực có mức độ đa dạng cao nhất của các hệ sinh thái nhiệt đới và cận nhiệt đới điển hình, liền kề, kế tiếp nhau trong một Di sản như rừng mưa nhiệt đới nguyên sinh trên đảo, tiếp theo là rừng ngập mặn, vùng triều, hồ nước mặn, san hô. Các hệ sinh thái này đại diện cho các quá trình sinh thái và sinh học đang tiếp diễn trong quá trình tiến hoá và phát triển của các hệ sinh thái biển và hải đảo, thể hiện qua sự đa dạng cao của các quần xã động vật, thực vật trên đảo và dưới biển cùng với trên 21 loài động vật, thực vật đặc hữu cho khu vực. Trải qua 18000 năm phát triển, di sản vẫn giữ được tính tự nhiên cao, không hề bị xuống cấp, mặc dầu đã có sự xuất hiện của con người cách đây 7000 năm.
2. Tiêu chí (x): Quần đảo Cát Bà là Trung tâm đa dạng sinh học cao của thế giới với nhiều loài quý hiếm có giá trị toàn cầu được IUCN xếp loại. Tiêu biểu là sự có mặt của 3.860 loài thực vật và động vật trên cạn và dưới biển. Có tới 130 loài được xác định là các loài quý hiếm đưa vào sách Đỏ Việt Nam và thế giới. Trong đó có 76 loài nằm trong danh mục quý hiếm của IUCN, 21 loài đặc hữu. Đặc biệt loài Voọc Đầu vàng Cát Bà (Trachypithecus poliocephalus) là loài đặc hữu hiện nay trên thế giới chỉ còn một quần thể với 63 cá thể phân bố duy nhất ở Cát Bà, được IUCN đánh giá là giá trị bảo tồn ngoại hạng toàn cầu. Ngoài ra còn có nhiều loài thực vật, và động vật cũng được IUCN xếp hạng ở cấp cực kỳ nguy cấp (CR).

#### Vịnh Hạ Long - Quần đảo Cát Bà được UNESCO ghi danh là Di sản thiên nhiên thế giới[2]
Từ ngày 10/9/2023 đến ngày 25/9/2023, UNESCO tổ chức Kỳ họp thứ 45 tại Ả-rập-xê-út, trong đó xem xét hồ sơ đề cử di sản thiên nhiên thế giới Vịnh Hạ Long - Quần đảo Cát Bà. Đoàn công tác của quốc gia Việt Nam: Lê Thị Hồng Vân - Trưởng Phái đoàn thường trực Việt Nam tại UNESCO, bà Lê Thị Thu Hiền - Cục trưởng Cục Di sản văn hóa, Bộ Văn hoá, Thể thao và Du lịch, ông Lê Khắc Nam - Phó Chủ tịch UBND thành phố Hải Phòng, bà Nguyễn Thị Hạnh - Phó Chủ tịch UBND tỉnh Quảng Ninh, cùng các thành viên đoàn công tác. Tại kỳ họp,  Vịnh Hạ Long – Quần đảo Cát Bà chính thức được ghi danh là Di sản thiên nhiên thế giới./.
Vịnh Hạ Long - Quần đảo Cát Bà nằm ở phía Đông Bắc Việt Nam, cách thủ đô Hà Nội 165km nơi được mệnh danh là “hòn ngọc của vịnh Bắc Bộ”, bản giao hưởng của núi rừng hùng vĩ và biển đảo bao la. Các khu vực tự nhiên có diện tích vùng lõi là 65.650ha, vùng đệm có diện tích 34.140ha.
Vịnh Hạ Long thuộc tỉnh Quảng Ninh và quần đảo Cát Bà thuộc thành phố Hải Phòng. Nơi đây sở hữu nhiều danh hiệu quốc gia, quốc tế quan trọng như: di tích quốc đặc biệt vịnh Hạ Long; di tích quốc gia đặc biệt danh lam thắng cảnh quần đảo Cát Bà; Vườn Quốc gia Cát Bà; vịnh Lan Hạ là một trong những vịnh đẹp nhất thế giới; Khu bảo tồn biển; Khu dự trữ sinh quyển thế giới quần đảo Cát Bà; Di sản thiên nhiên thế giới vịnh Hạ Long (năm 1994 và 2000).
Việc mở rộng Di sản thiên nhiên thế giới vịnh Hạ Long bao gồm cả quần đảo Cát Bà sẽ tăng thêm giá trị vốn có của di sản, được minh chứng qua sự hài hòa về cảnh quan, địa chất, địa mạo, hệ sinh thái và đa dạng về các loài động thực vật. Các Giá trị nổi bật toàn cầu của khu vực được xác định gồm các kiến tạo vật lý và sinh học, các kiến tạo địa chất, địa lý và là môi trường sống của các loài động, thực vật bị đe dọa theo quan điểm thẩm mỹ, khoa học và bảo tồn.
Vịnh Hạ Long - quần đảo Cát Bà được xem là bảo tàng địa chất, chứa đựng những di sản giá trị cần được gìn giữ, nơi chứng kiến những thay đổi đặc trưng trong lịch sử phát triển Trái đất. Vùng biển này gồm nhiều hệ tầng trầm tích lục nguyên và cacbonat, có tuổi từ nguyên đại Cổ sinh đến Tân sinh. Nhiều hệ tầng trầm tích ở khu vực này chứa đựng các vết tích cổ sinh vật dưới các dạng hoá thạch khác nhau, trong đó có những nhóm ngành động, thực vật đã tuyệt diệt hoặc gần như tuyệt diệt trên trái đất. Sự hiện diện của rừng nguyên sinh, vịnh và những hòn đảo trên vịnh là những minh chứng độc đáo về quá trình vận động, phát triển liên tục của dạng địa hình karst, hệ fengcong (cụm đỉnh chóp nón) và fenglin (các đặc điểm tháp bị cô lập) hình thành qua hàng triệu năm trong điều kiện nhiệt đới, ẩm, diễn tiến lớn từ các dãy núi cao xuống đến biển, nơi địa hình karst cuối cùng đạt tới mực xâm thực cơ bản.
Vịnh Hạ Long - quần đảo Cát Bà bao gồm toàn bộ các giai đoạn của quá trình biển làm ngập chìm karst nhiệt đới cũng như có 3 loại hình hang động chủ yếu (hang hàm ếch biển cổ, hang nền karst cổ và hàm ếch). Vịnh Hạ Long thể hiện các giai đoạn muộn hơn của quá trình biển ngập chìm, còn quần đảo Cát Bà bổ sung các giá trị địa chất quan trọng vào di sản thông qua các mẫu hình về các giai đoạn đất liền và liên triều, mà một số rất hiếm, thậm chí là độc đáo.
Với sự giao thoa của núi rừng và biển đảo, Vịnh Hạ Long - Quần đảo Cát Bà là một khu vực tiêu biểu, có mức độ đa dạng cao của Châu Á khi sở hữu 7 hệ sinh thái biển - đảo, nhiệt đới, cận nhiệt đới liền kề, kế tiếp nhau phát triển bao gồm: hệ sinh thái rừng mưa nhiệt đới nguyên sinh; hệ sinh thái hang động; hệ sinh thái rừng ngập mặn; hệ sinh thái bãi triều; hệ sinh thái rạn san hô; hệ sinh thái đáy mềm; hệ sinh thái hồ nước mặn. Các hệ sinh thái này đại diện cho các quá trình sinh thái và sinh học vẫn đang tiến hóa và phát triển, thể hiện qua sự đa dạng của các quần xã động thực vật.
MÔI TRƯỜNG SỐNG CỦA NHIỀU LOẠI ĐỘNG VẬT QUÝ HIẾM
Sở hữu khu rừng trên biển lớn nhất Việt Nam với diện tích hơn 17.000ha cùng các hệ sinh thái đa dạng, Vịnh Hạ Long - Quần đảo Cát Bà còn là điểm cư ngụ của 4.910 loài động thực vật trên cạn và dưới biển, trong số này có tới 198 loài thuộc Danh lục Đỏ IUCN, 51 loài đặc hữu. Diện tích rừng nguyên sinh vào khoảng 1.045,2 ha trên đảo Cát Bà là một trong những nhân tố quan trọng làm nên giá trị sinh thái và đa dạng sinh học của khu vực đề cử. Đặc biệt, voọc Cát Bà (Trachypithecus poliocephalus) là loài quý hiếm, nằm trong danh sách các loài động vật có nguy cơ tuyệt chủng cao nhất và được ghi vào Sách Đỏ thế giới. Đến nay, còn khoảng 60-70 cá thể phân bố duy nhất ở Cát Bà, không còn nơi nào khác trên thế giới xuất hiện loài này.
Các nhà nghiên cứu đã phát hiện nhiều loại thực vật đặc hữu, chỉ thích nghi sống ở các đảo đá vôi, mà không nơi nào trên thế giới có được, đó là: thiên tuế Hạ Long (Cycas tropophylla), khổ cử đài tím (Chirita drakei), cọ Hạ Long (Livistona halongensis), móng tai Hạ Long (Impatiens verrucifera), ngũ gia bì Hạ Long (schefflera alongensis), hài vệ nữ hoa vàng (Paphiopedilum concolor)... Các loài cây lá mọng hoặc trông xù xì như xương rồng Euphorbia antiquorum (Euphorb.), huyết giác Dracaena cambodiana (Liliac.), chi tuế Cycas sp. (Cycad.), và dây leo không lá tiết căn Sarcostemma acidum (Apocyn.) mang lại cho thảm thực vật ở đây một dáng vẻ chống chịu hạn của thực vật sa mạc.
Cũng trong khu vực Vườn Quốc gia Cát Bà, một bồn trũng gần bến tàu Việt Hải bị che phủ phần lớn bởi một đầm lầy nước ngọt với các tán cây hỗn hợp. Men theo đường vào làng, thảm thực vật rừng nhường chỗ cho những cánh đồng lớn với cây lau sậy Phragmites karka (Poac.). Mặc dù có tầm quan trọng thứ yếu và nhỏ bé về mặt kinh tế, nhưng mỗi đầm lầy nước ngọt dường như có những đặc điểm khác nhau, nhiều đầm còn hoàn toàn nguyên sơ, một số là nơi cư ngụ cho những loài đặc biệt như Combretocarpus, đây  điểm hiếm có tại các vùng đất ẩm ướt nước ngọt. 
Hơn thế nữa, nằm rải rác trong khu vực là 138 hồ nước mặn được hình thành từ các hố sụt, phễu karst và thung lũng kín. Các hồ nước này, chiếm khoảng 1/3 tổng số hồ nước mặn trên thế giới, là nơi lưu giữ những loài cổ xưa, quý hiếm, có giá trị lớn cho việc bảo tồn và nghiên cứu khoa học, vừa là môi trường thuận lợi cho các loài sinh vật tiến hóa.
Một khu vườn sinh thái độc đáo, một khu bảo tồn thiên nhiên nguyên vẹn, cùng hệ thống núi đá vôi karst, hang động phong phú, hệ sinh thái đặc trưng kết hợp với âm thanh ồn ào sóng vỗ, của nhịp sống dân cư, tạo nên phong cảnh kỳ vỹ, tràn đầy sức sống của thiên nhiên và con người.
Với những giá trị nổi bật toàn cầu nêu trên, tại Kỳ họp thứ 45 của UNESCO được tổ chức tại Ả-râp-xê-út, Vịnh Hạ Long – Quần đảo Cát Bà chính thức được ghi danh là di sản thiên nhiên thế giới./.